# Rejon uszacki
Rejon uszacki (biał. Ушацкі раён, Uszacki rajon, ros. Ушачский район, Uszaczskij rajon) – rejon w północnej Białorusi, w obwodzie witebskim. Leży na terenie dawnego powiatu lepelskiego.

## Geografia
Rejon uszacki ma powierzchnię 1489,38 km². Lasy zajmują powierzchnię 663,60 km², bagna 92,27 km², obiekty wodne 90,80 km².